# Бадуотър (ултрамаратон)
Бадуотър (на английски: Badwater Ultramarathon) е ежегоден ултрамаратон, провеждан през юни-август в Долината на смъртта, щата Калифорния, САЩ), позициониран като най-тежкия лекоатлетически пробег в света.
Наименованието на пробега произлиза от падината Бадуотър (86 м под морското равнище), където е стартовата точка на маратона. Финишът е на връх Уитни (2548 м над морското равнище). Общата дължина на дистанцията е 135 мили (216 км), но е била 146 мили (234 км) до 1991 г.
Организатор на ултрамаратона е AdventureCORPS, Inc. След неофициални пробези (1977 и 1981 г.) от 1987 година пробегът става официален (с 5 участници).
Към участниците се предявяват високи изисквания: опит от участие в 2 бягания на 50 мили, или веднъж в бягане на 100 мили, наличие на група за съпровождане с автомобил.
Общият брой на участниците през последните години е 70 – 80 души, като 20 – 40 % от тях се отказват по трасето. Рекордите за време са поставили:
- за мъже: Валмир Нунеш – 22 ч. 51 мин. 29 сек. (2007), и
- за жени: Джейми Доналдсън – 26 ч. 16 мин. 12 сек. (2010)[1].

През 2017 година ултрмаратонецът Краси Георгиев става първият българин завършил Бадуотър.